# Paraflata dewalschei
Paraflata dewalschei är en insektsart som först beskrevs av Victor Lallemand 1933.  Paraflata dewalschei ingår i släktet Paraflata och familjen Flatidae. Inga underarter finns listade i Catalogue of Life.